# 東北歷史博物館

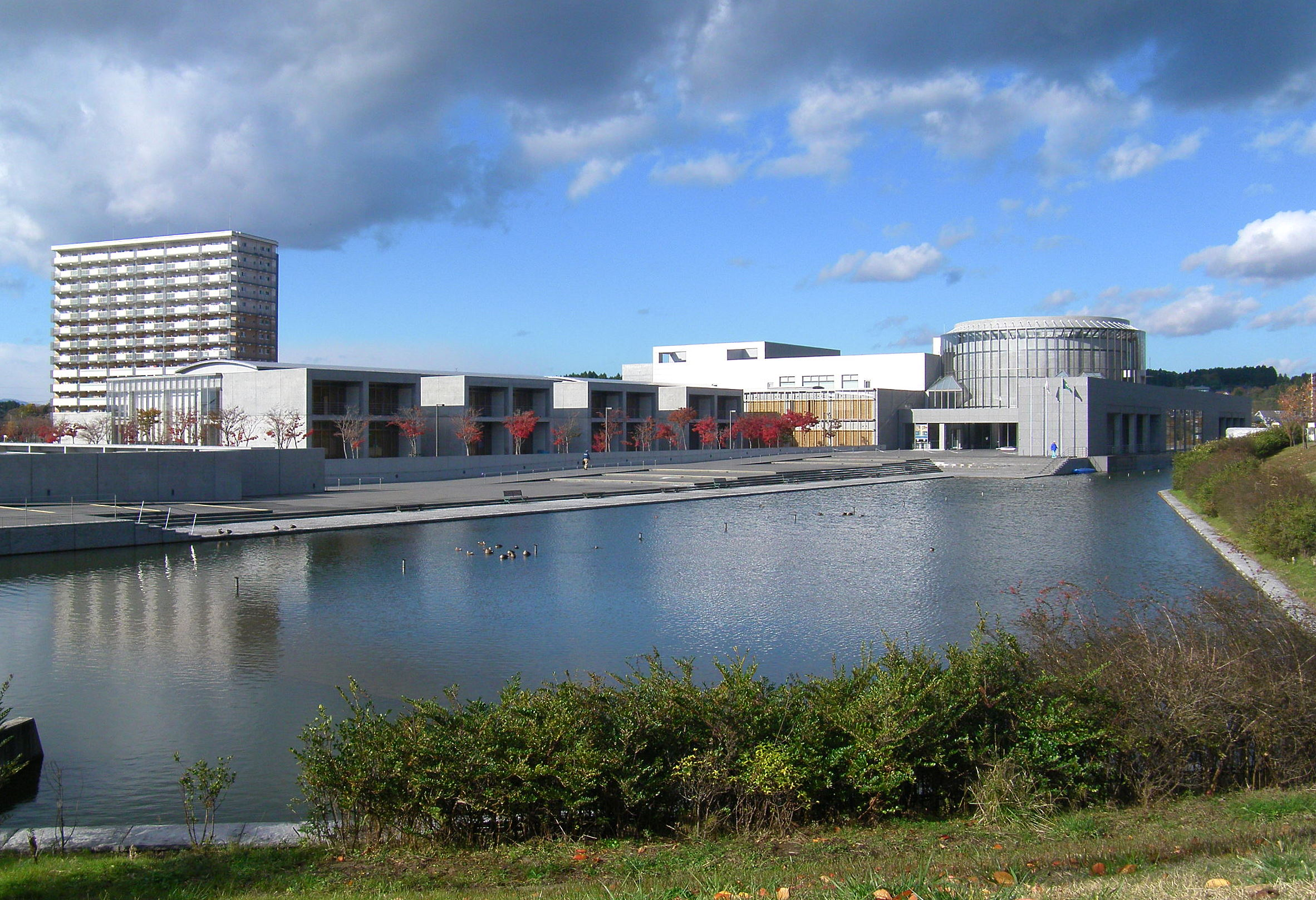
東北歷史博物館

東北歷史博物館（日语：東北歴史博物館，とうほくれきしはくぶつかん）是位於日本宮城縣多賀城市的一座宮城縣立的歷史博物館，其前身是設立於1974年的東北歷史資料館，在經過改組和搬遷之後於1999年開設。東北歷史博物館的綜合展示室展示了自舊石器時代至近現代的東北地方全體的歷史，分為9個部分。博物館在3層還設有兒童歷史館。

## 外部連結
- 東北歴史博物館 （页面存档备份，存于）（公式ウェブサイト）
- 宮城県の文化財 （页面存档备份，存于）（宮城県文化財保護課）